# 1880年南方大彗星
1880年南方大彗星（Great Southern Comet of 1880），正式命名為C/1880 C1，是一顆1880年肉眼可見的彗星。由於其令人印象深刻彗尾，它被認為是大彗星之一。
1880年南方大彗星也是一顆克魯茲族彗星。

## 觀測史
1880年1月28日，從地球上看過去，這顆彗星從（世界標準時間）1點56分左右經過太陽38分鐘，並在最接近太陽15分鐘後，重新出現在太陽。然而，這事件沒有被任何人觀察到。
關於這顆彗星的發現只有二手資料，因此真正的發現者不得而知。然而，報告毫無疑問地表明，這顆彗星是在1880 年2月1日（當地時間）的紐西蘭和澳大利亞的夜空中首次被觀測到的 。
接下來的幾天裡，南半球的幾個地點都有了獨立的發現，包括：阿根廷哥多華班傑明·阿普索普·古爾德、新南威爾士州溫莎約翰·特布特（John Tebbutt）。這顆彗星被發現時剛好經過近日點，距離太陽很近。因此，最初只觀察到彗星尾巴，它的尾巴高出地平線20-30°，向南彎曲。
2月4日，天文學家首次看到彗核。窄尾長40-50°，不再彎曲。2月6日，彗星的亮度開始減弱，但彗尾達到了最大長度，長達75°。在接下來的夜晚，這顆彗星變得越來越難以觀測，從2月14日開始，只能在望遠鏡中看到它。
2月20日，古爾德最後一次觀察彗星。
這顆彗星的亮度達到了3等。